# Lukáš Evžen Martinec
Lukáš Evžen Martinec (* 1. dubna 1958 Gottwaldov), občanským jménem Evžen Martinec, je český manažer a římskokatolický kněz, v letech 1997–2015 jedenáctý opat starobrněnského augustiniánského kláštera. Od roku 2018 je ředitelem Muzea Brněnska.

## Biografie
Dětství prožil v Pozlovicích u Luhačovic. Roku 1977 maturoval na Střední průmyslové škole stavební ve Zlíně, 1977-82 studoval Stavební fakultu Vysokého učení technického v Brně. Do roku 1989 pracoval jako stavební inženýr v Ostravě.
Dne 3. října 1988 byl tajně vysvěcen na kněze v chorvatském Djakovu. Tajně vstoupil do augustiniánského řádu a přijal jméno Lukáš. V letech 1990–1991 spravoval farnost Hutisko-Solanec na severní Moravě. V letech 1991–1995 studoval na Papežské univerzitě Gregoriana v Římě. Roku 1995 se stal farářem na Starém Brně a v letech 1997–2015 byl infulovaným 11. opatem tamního Augustiniánského opatství sv. Tomáše, což je na základě privilegia papeže Benedikta XIV. z roku 1752 jediné augustiniánské opatství na světě (ostatní augustiniánští představení kláštera jsou provinciálové). Ke dni 1. února 2015 ukončil úřad opata na Starém Brně a současně úřad představeného komunity augustiniánů při tomto opatství a posléze byl generálem řádu destinován jako člen komunity v Londýně.
Do roku 2017 byl členem předsednictva Konference vyšších představených mužských řeholí v Čechách, na Moravě a ve Slezsku. Byl předsedou Správní rady Masarykovy univerzity v Brně, je členem Správní rady Veterinární a farmaceutické univerzity v Brně, Správní rady Janáčkovy akademie múzických umění v Brně a Správní rady Vysokého učení technického v Brně.
S účinností od 1. října 2018 byl jmenován ředitelem Muzea Brněnska. Dne 7. ledna 2021 byl exkardinován z augustiniánského řádu a inkardinován do olomoucké arcidiecéze.